# Tetřeví hora
Tetřeví hora (německy Schwarzberg), je spočinek hory Sušina na východním okraji pohoří Králický Sněžník. Nadmořská výška dosahuje 1250 m. Hřeben od Tetřeví hory směrem k jihovýchodu nadále klesá hřebenem s názvem Velká Šindelná. Celý hřeben leží v Olomouckém kraji.

## Vegetace a ochrana přírody
Oblast Tetřeví hory pokrývají rozlehlé holiny, které pomalu zarůstají mlazinami. Potenciálně se jedná o horské smrčiny. V nižších polhách jsou pak potenciální přirozenou vegetací horské bučiny, které však byly většinou nahrazeny kulturními smrčinami.
Oblast vrcholu hory leží v NPR Králický Sněžník a EVL Králický Sněžník, ale leží mimo Ptačí oblast Králický Sněžník.

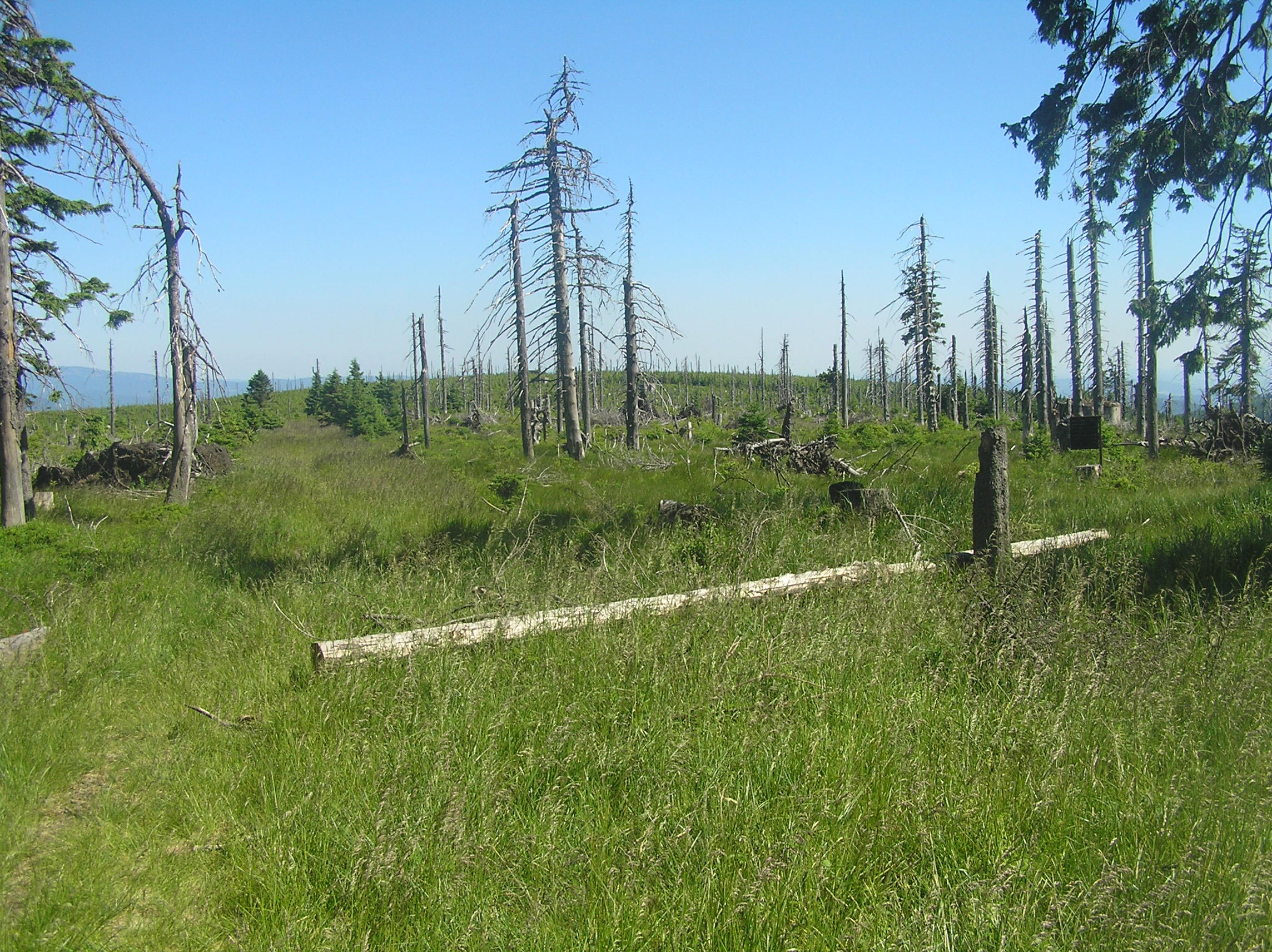
smrčina na Tetřeví hoře
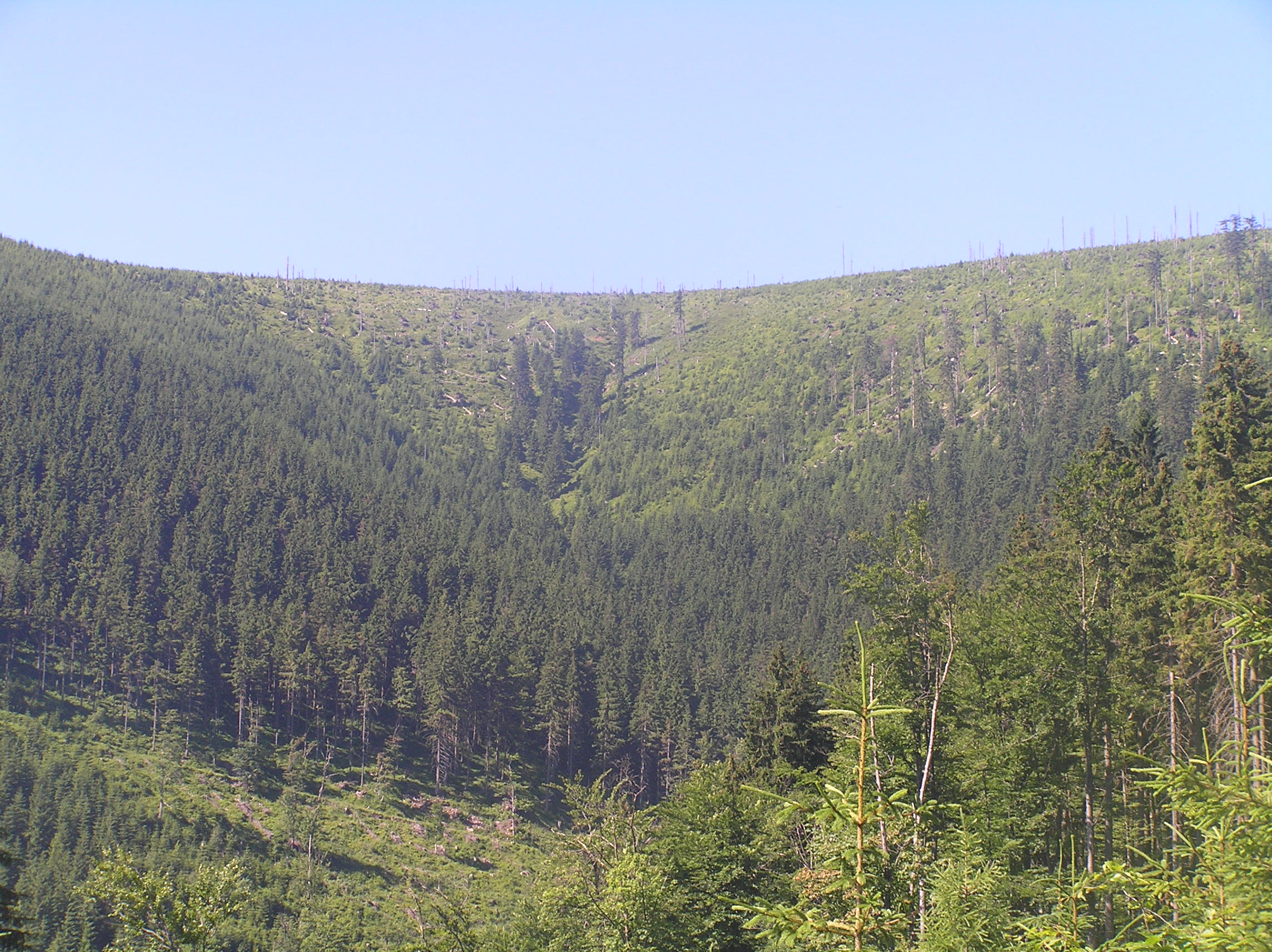
Tetřeví hora z východu

## Stavby
Na hřebeni Tetřeví hory se nachází několik bunkrů řopíků.